# Pellenes bitaeniata
Pellenes bitaeniata är en spindelart som först beskrevs av Eugen von Keyserling 1882.  Pellenes bitaeniata ingår i släktet Pellenes och familjen hoppspindlar. Inga underarter finns listade i Catalogue of Life.